# Parafia Podwyższenia Krzyża Świętego w Sławkowie
Parafia Podwyższenia Krzyża Świętego – rzymskokatolicka parafia znajdująca się w Sławkowie. Należy do dekanatu sławkowskiego, diecezji sosnowieckiej i metropolii częstochowskiej. Parafia dysponuje również kościołem filialnym w dzielnicy Niwa, poświęconym 9 października 1983 r.
Utworzona w XII w. Wzmiankowana została w sprawozdaniu z poboru świętopietrza sporządzonym przez Andrzeja de Verulis pośród parafii dekanatu sławkowskiego diecezji krakowskiej w 1326 r. pod nazwą Slavcovia i ponownie w 1327 r. W 1335 r. dekanat sławkowski został zniesiony, a parafia sławkowska weszła w skład nowo utworzonego dekanatu nowogórskiego.

## Galeria

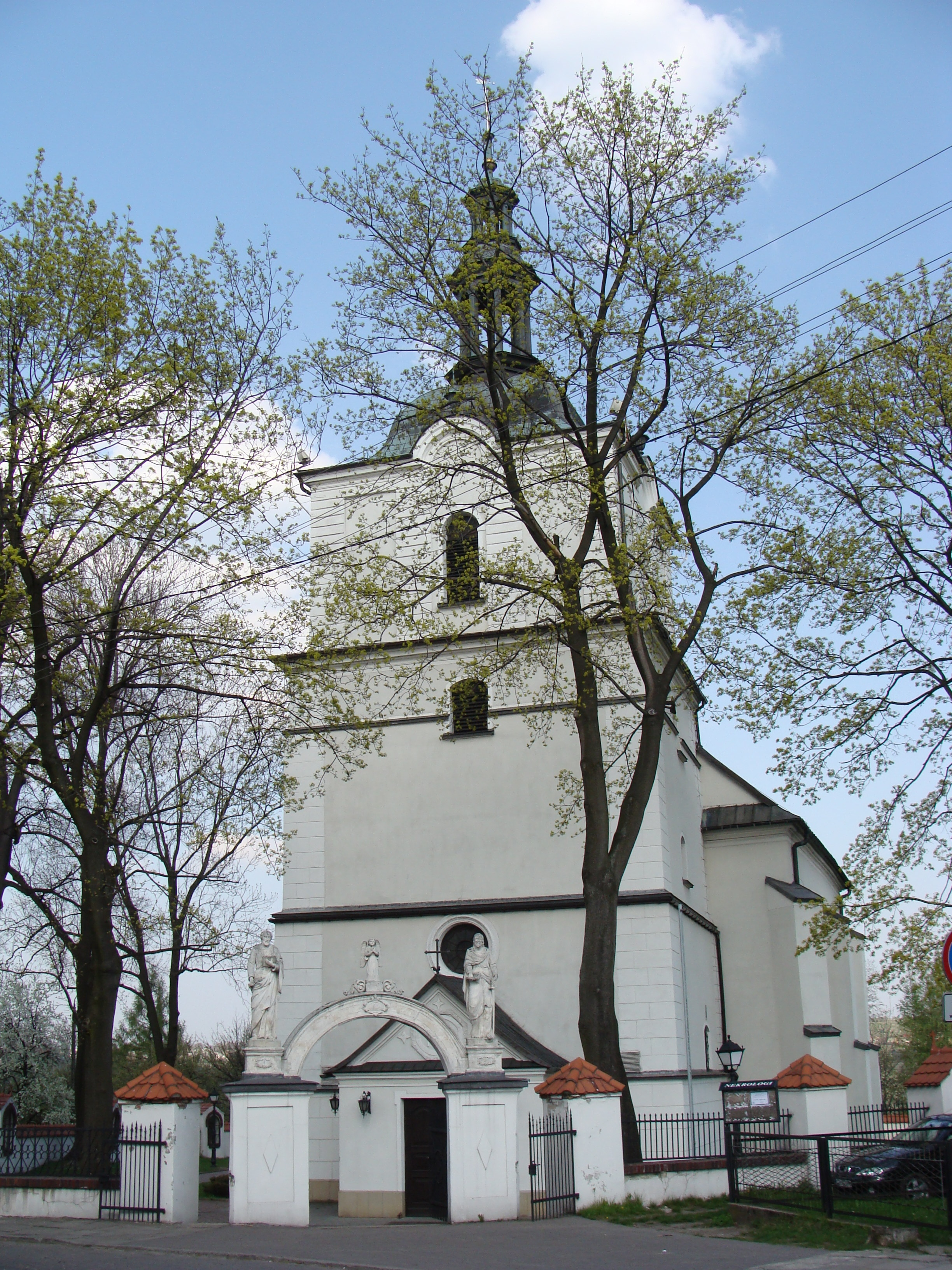
Kościół parafialny (połowa XIII w.)
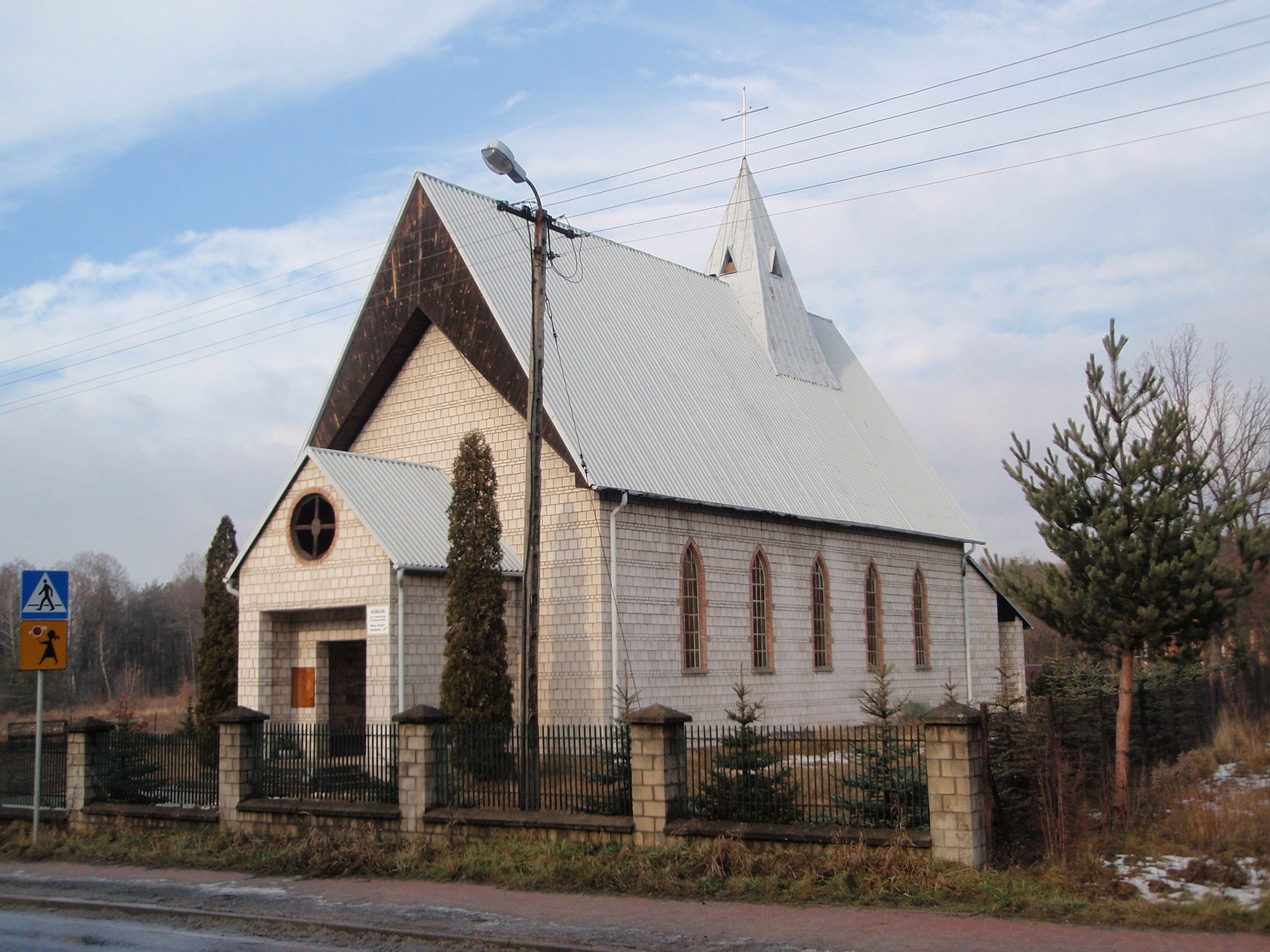
Kościół filialny w Niwie, poświęcony 9 października 1983
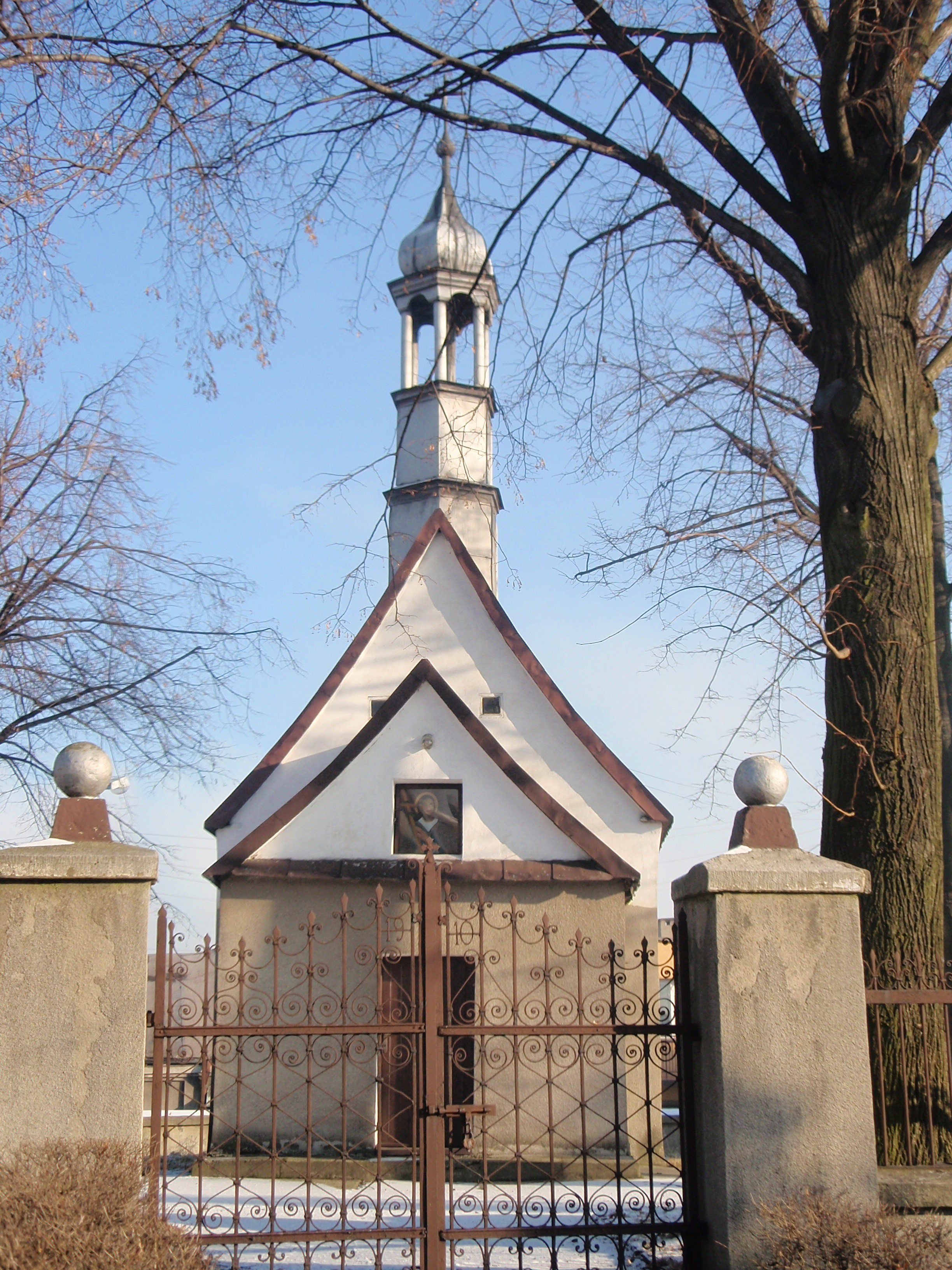
Kościółek św. Jakuba (1827)
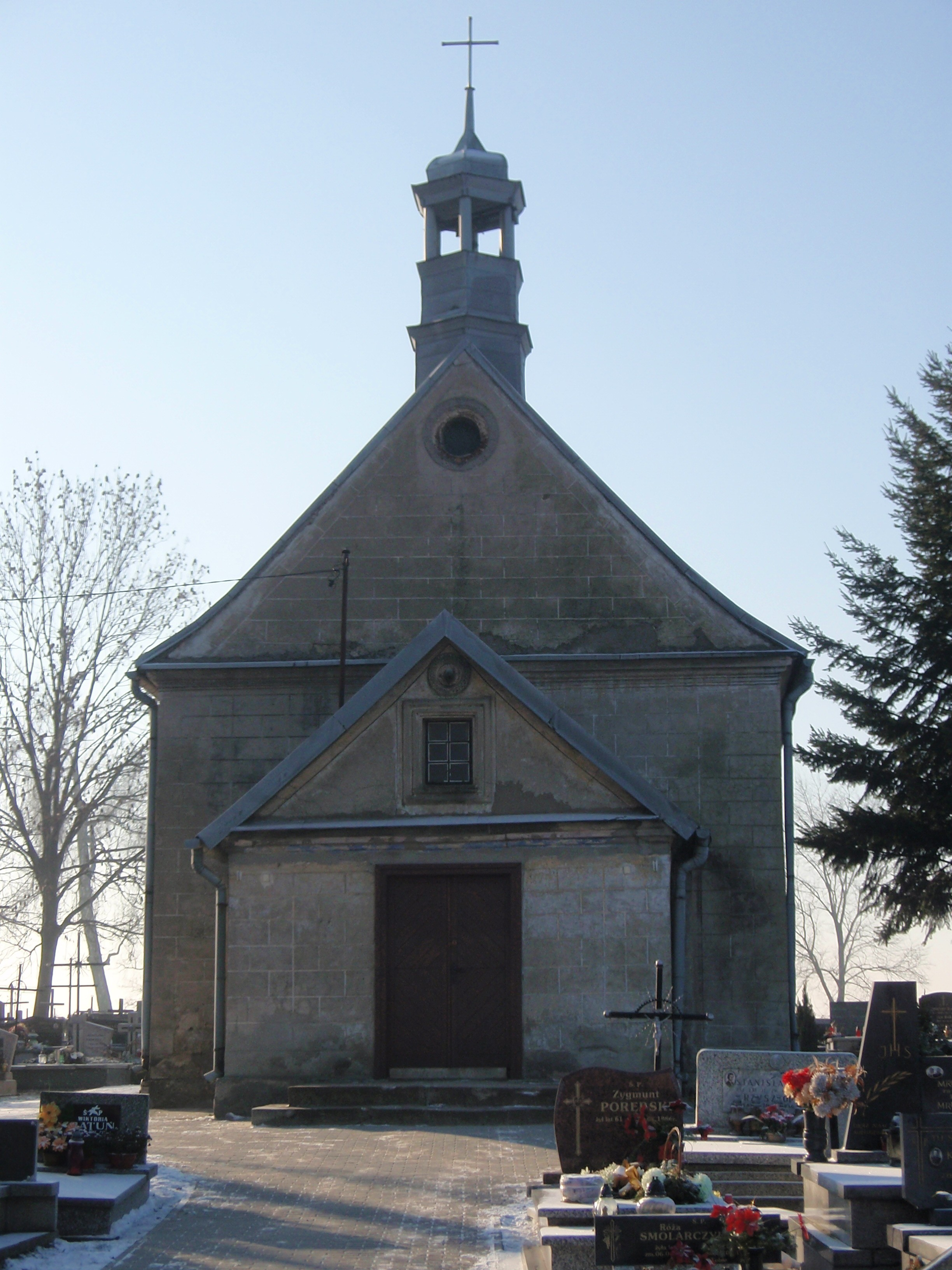
Kaplica św. Marka (początek XIX w.)
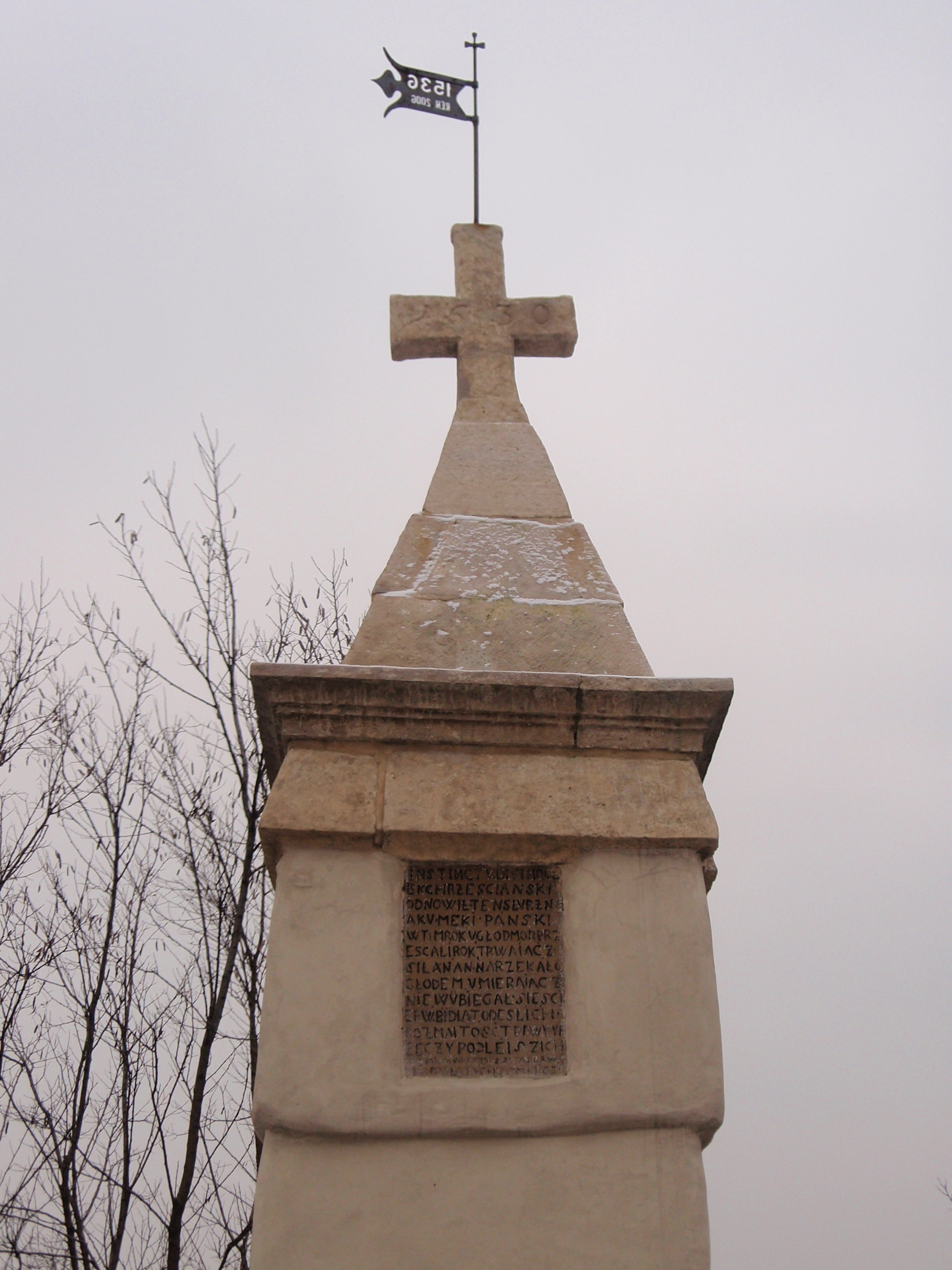
Kapliczka św. Rozalii (1536)
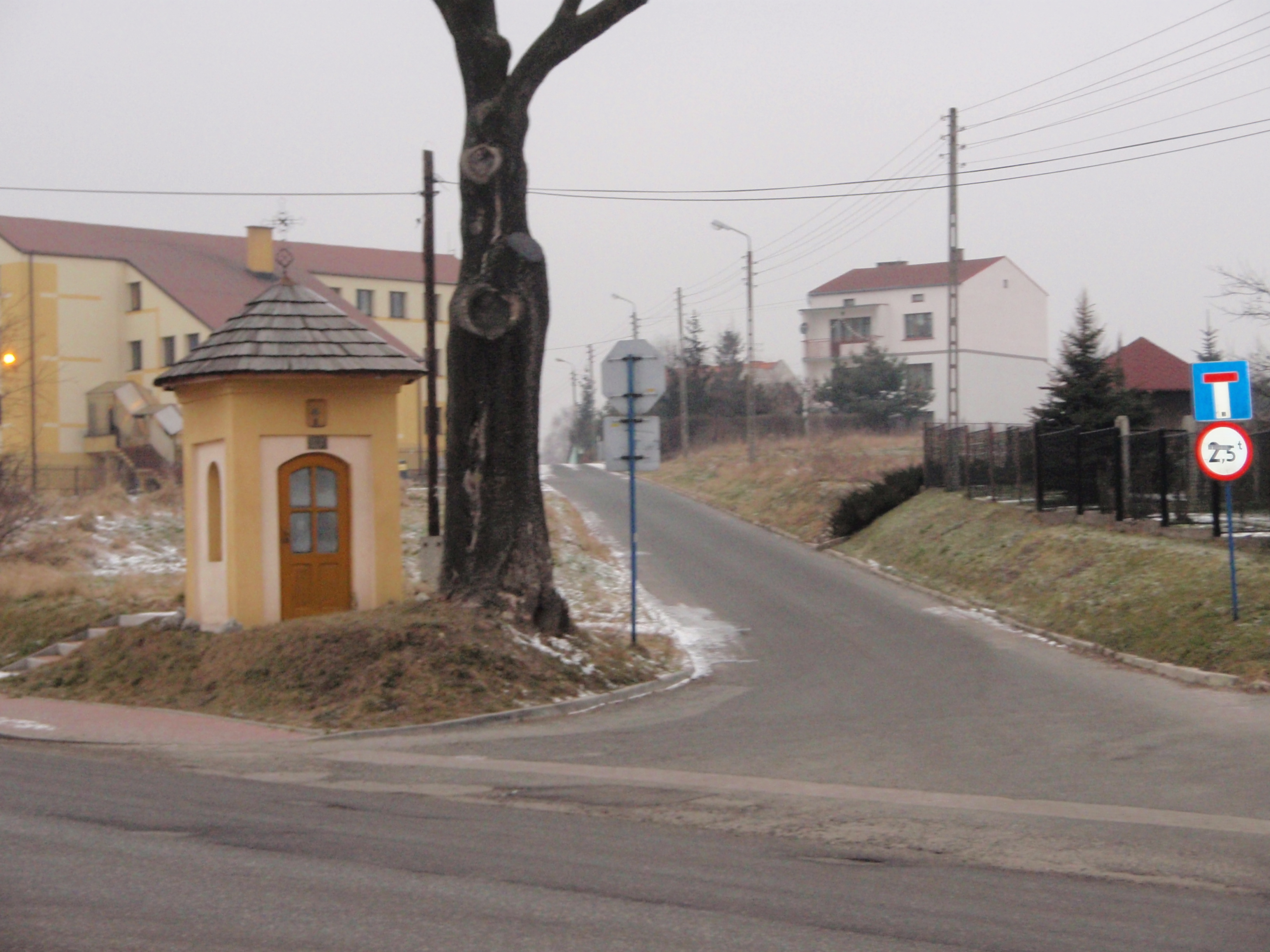
"Żółta kapliczka" (1905) przy zbiegu ulic Wrocławskiej i Łosińskiej